# Quartier Latin (Berlin)

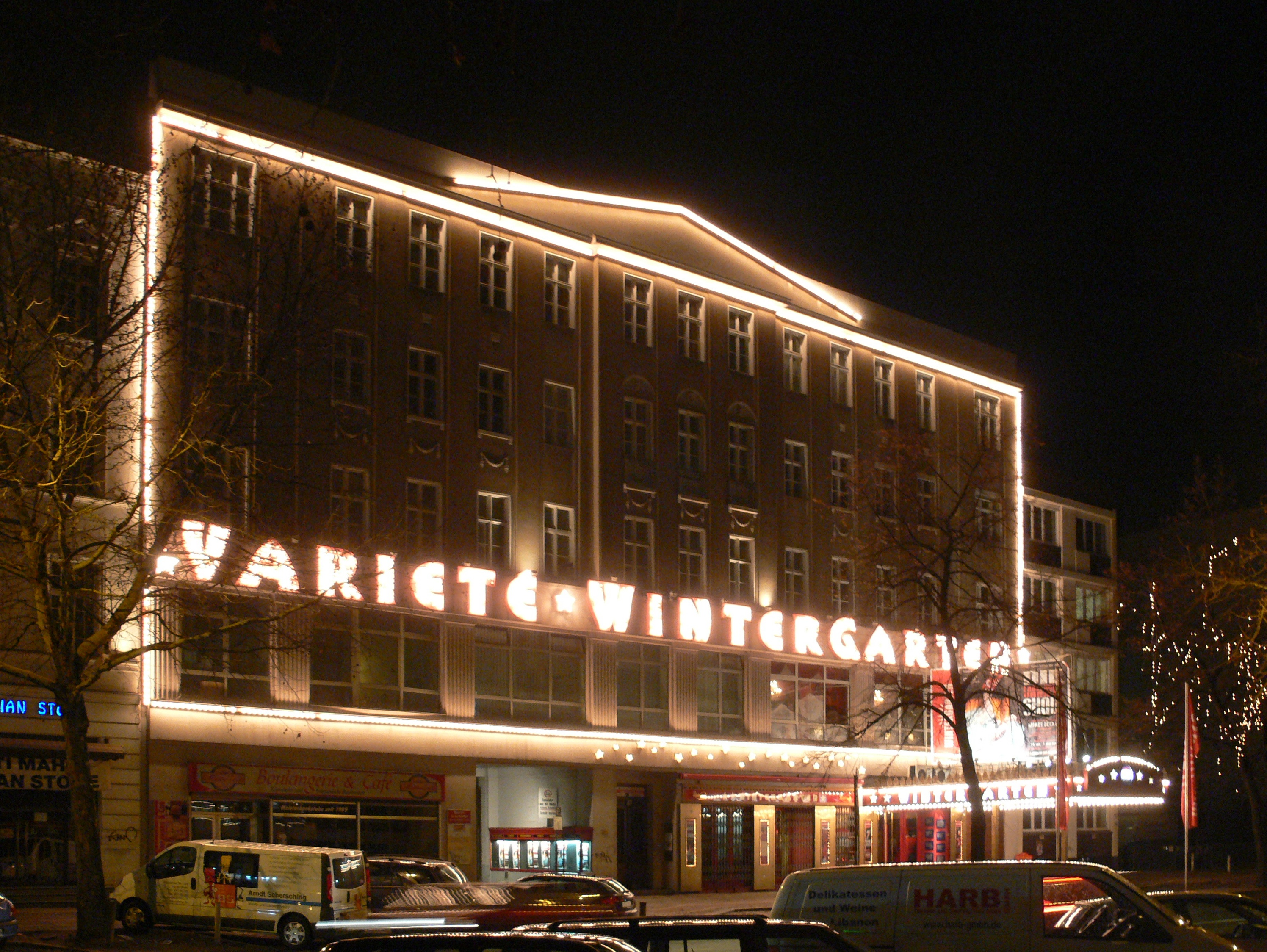
Varieté Wintergarten an der Potsdamer Straße, 2010.
Im Erdgeschoss befand sich 17 Jahre lang das Berliner Quartier Latin.

Das Quartier Latin in der Potsdamer Straße 96 im Berliner Ortsteil Tiergarten war ein Konzert-Veranstaltungsort, der zwischen 1972 und 1990 betrieben wurde. In seinem größten Saal fand ab 1992 das neue Wintergarten-Varieté seinen Platz.

## Geschichte
Die Räumlichkeiten waren 1913 als Kino Biophon Theater Lichtspiele im Erdgeschoss und auf dem Hof eines Wohnhauses, das 1896 entstanden war, von Artur Wolff eingerichtet worden. In der Zeit des Nationalsozialismus trug das Kino den Namen B.T.L.-Lichtspiele, betrieben von den Besitzern Brandt & Deutsch.
Das Gebäude blieb im Zweiten Weltkrieg weitestgehend unzerstört. So fanden bereits ab 1946 wieder Kinovorführungen statt, das Kino firmierte nun weiterhin als B.T.L.-Lichtspiele.

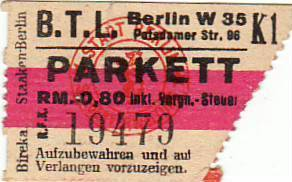
Kinokarte B.T.L., um 1940

Umfangreiche Umbauarbeiten, Mitte der 1950er Jahre geplant und ausgeführt vom damaligen Betreiber Karl Heger, führten zu einer deutlichen Vergrößerung des Vorführraumes, der nun 800 Besuchern Platz bot. Heger hatte das Kino 1955 von der UFA übernommen und stellte im Oktober 1967 dessen Betrieb ein.
Die Räumlichkeiten des Wohnhauses über und neben dem Kino (Vorderhaus und Seitenflügel) nutzten bereits seit den 1910er Jahren zahlreiche Gewerbetreibende unterschiedlicher Branchen als Büros oder auch Werkstätten. Unter vielen anderen hatte die Berliner FDP ihren Verwaltungssitz in der zweiten Etage des Gebäudes, gab diesen aber 1971 wieder auf.
Nach dem Betriebsschluss des B.T.L.-Kinos im Oktober 1967 stand dieses eine Zeitlang leer. Nach einigem Bemühen gegenüber den Behörden erhielt der Berliner Likörfabrikant Johann Mews im September 1968 die Erlaubnis, das Lichtspielhaus in eine „Vergnügungsstätte“ umzuwandeln. Daraufhin betrieb er darin das Veilchen am Potsdamer Platz als Gaststätte und Ballhaus, schloss dieses aber bereits 1970 wieder.
Neue Betreiber des ehemaligen Kinos wurde 1970 die Epicur GmbH, die zu diesem Zeitpunkt bereits den Steve-Club und das Quartier von Quasimodo (heute: Quasimodo) unterhielten, beides Musikkneipen im Berliner Bezirk Charlottenburg. Mit der Übernahme des vormaligen Festsaals in der Potsdamer Straße verbanden die Epicur-Gesellschafter größere Pläne, von ihnen stammt auch die Namensgebung Quartier Latin, womit an das bekannte Stadtviertel in Paris zu erinnert wurde. Doch auch sie gaben nach knapp zwei Jahren aufgrund wirtschaftlicher Schwierigkeiten auf und suchten per Zeitungsinseraten jemanden, der das Quartier Latin übernehmen konnte.
Der ehemalige Schiffskoch und Kneipier Manfred Saß las in Hamburg das Inserat und entschied sich im Sommer 1972 mit seiner Frau Christa das Quartier Latin zu übernehmen und zu betreiben. Unter Übernahme des Namens und der Einrichtung unterhielt er es zunächst primär als Kneipe und Gaststätte, wobei er hauptsächlich das ehemalige Kino-Foyer nutzte und den Saal eher vereinzelt mit meist selbst organisierten Konzerten bespielte, etwa vom Blues-Musiker Champion Jack Dupree.
Unter anderem durch die Mitarbeit des Journalisten und Fotografen Klaus Achterberg (1949–2012), der ab 1974 Künstler engagierte, Konzerte plante und Monatsprogramme aufstellte, entwickelte sich das Quartier Latin nach und nach zu einem Konzert-Veranstaltungsort, in dem erst viel Folk, Blues und Jazz, kurz später auch Rock und Pop live dargeboten wurde. Zahlreiche jährliche Veranstaltungsreihen, wie das Improvisationsmusikfestival Total Music Meeting der Free Music Production, das Festival Jazz in July oder auch die Rock News, der Rockwettbewerb des Berliner Senats, fanden im Quartier Latin statt.
In den 1960er und 1970er Jahren waren kaum Anstrengungen unternommen worden, um die Räume instandzuhalten oder sogar zu modernisieren. Erst im Jahr 1981 konnte die Einrichtung mit Unterstützung des Senats gründlich saniert werden, der dafür rund 500.000 Mark bereitgestellt hatte.
Die Familie Saß betrieb das Quartier Latin (den „Laden“) von 1972 bis 1989. Der Schriftzug über den beiden Eingängen war schwarz auf weißem Untergrund in ovalen Rahmen und in Großbuchstaben gehalten.
Im Quartier Latin fanden hauptsächlich Konzerte statt, zu denen damals bekannte Sänger und Musikgruppen eingeladen wurden. Überliefert sind unter anderem die Auftritte von Ton Steine Scherben, Die 3 Tornados, Peter Brötzmann und Albert Mangelsdorff (1970er Jahre), Udo Lindenberg, Herbert Grönemeyer (1984), Blixa Bargeld mit den Einstürzenden Neubauten, King Diamond (1986), The Pogues, The Tubes, Laibach, Nina Hagen, Tamara Danz mit der Band Silly (1989), die Puhdys, Pankow, Die Ärzte, Jean-Jacques Goldman, Wolfgang Niedecken, Phillip Boa and the Voodooclub oder Barbara Thalheim (1989, 1990). Der West-Berliner Senat unterstützte die Betreiber beispielsweise durch Finanzierung des bereits erwähnten, jährlichen Rock-Wettbewerbs mit Preisvergabe. Insgesamt fanden von 1970 bis 1989 fast 6000 Einzelveranstaltungen im Quartier Latin statt. Eine Liste von über 1700 Konzerten aus dem Bereich Rock, Jazz und Liedermacher enthält RockinBerlin.
Die Aufgabe des Quartier Latin erfolgte zum Ende 1989 wegen einer von den Betreibern nicht mehr zu erwirtschaftenden Mieterhöhung. Nun übernahmen die Privatleute Holger Klotzbach (von den 3 Tornados), Lutz Deisinger und Wolfgang Niedecken von BAP den Laden, der fortan nur noch Quartier hieß. Unter dem verkürzten Namen fanden noch einige Zeit Konzerte statt, aber auch mit Varieté, Kabarett, Theater und anderen öffentlichen Veranstaltungen versuchten die Drei eine wirtschaftliche Weiterführung. Da dies nicht gelang, musste das Quartier nun auch schließen, die Räumlichkeiten standen leer. (Klotzbach und Deisinger gründeten anschließend die Bar jeder Vernunft.)
Erst dem Trio aus Peter Schwenkow, André Heller und Bernhard Paul gelang im Jahr 1992 mit der Wiederbelebung des Wintergartens ein Comeback für den Kulturort in der Potsdamer Straße.